# Muhammad Salih
Muhammad Salih (1455–1535) ist ein zentralasiatischer Dichter, Beamter und Historiker des Staates der Schaibaniden.

## Leben
Er ist ein Nachkomme eines von Timurs Vertrauten Emir Schah Malik, der 1409–1411 unter Mirzo Ulugbek diente und später zum Stellvertreter in Choresm ernannt wurde. Muhammad Salih bemerkt auf den Seiten von Shayboniynoma, dass er selbst aus dem «Chagatai-Stamm» stammt.

## Werke
Salih hat in tschagataisch geschrieben. Seit 1499 diente er am Hof von Muhammad Schaibani und seinen Nachfolgern. Er hatte den Titel «König der Dichter» und hohe Hofposten.
Sein Hauptwerk ist das Mesnewi „Shayboniynoma“ (etwa 9000 Zeilen) über historische Ereignisse, die 1499–1506 in Zentralasien stattfanden, über den Sieg der Schaibaniden über die Timuriden.
Das in Tschagaisch geschriebene Werk nimmt einen besonderen Platz in der Entwicklung der Literatur ein. Es begann mit der Entwicklung des Genres der höfischen Gedichtchronik. Das Werk ist ein wichtiges Denkmal für die literarische Sprache der Tschagataischen Sprache von Transoxanien. Es enthält wertvolle Informationen über Ethnographie, Truppenaufbau, Steuern und Pflichten, es wird viel über die Beziehungen zu den Moguls gesprochen, insbesondere zum Herrscher von Taschkent, Sultan Mahmud.
Shayboniynoma ist in einer epischen Tradition geschrieben. Es besteht aus 76 Teilen (ca. 9 Tausend Gedichtzeilen) und ist im Jahr 1510 fertiggestellt. Das Gedicht ist in einem einzigen Manuskript erhalten geblieben (es wird in der Wiener Bibliothek aufbewahrt). Kopien des Gedichts wurden 1510–1511 hergestellt. Das Gedicht wurde ins Deutsche (1885), ins Russische (1904) und in andere Sprachen übersetzt. Das Buch wurde 1908 von P. M. Melioransky in St. Petersburg veröffentlicht. Der Text wurde in der modernen usbekischen Grafik veröffentlicht (1961, 1989).

## Historische Informationen aus demSheibani Name
In Shayboniynoma wird die Stammeszusammensetzung der usbekischen Armee in folgender Reihenfolge aufgeführt: Sichiut, Kiyat (durch ihre guten Eigenschaften berühmt), Kungrat (von allen für ihre Qualitäten respektiert), Burkut (kriegerisch und mutig), Mangyt, Naiman (würdig der Gnade), Datura (grenzenlos dem Schaibani-Khan gewidmet), Uisun (Helfer-Helfer des Khan), Kuschi (durch aufrichtige Freundschaft und Hingabe gebunden), jalair, karluk, sulduz, nukuz, tama, tatar, adgu, adlu-ogly, ichki, oyrat.